# Брукс (хребет)
Брукс, Брукс-Рейндж (англ. Brooks Range) — заполярный горный хребет, расположенный на северо-западе Северной Америки. Пролегает с запада на восток Аляски (охватывает одноимённый американский штат и северо-западную оконечность канадской территории Юкон). Общая длина составляет около 970 км, средняя высота составляет 2000—2500 м. Самая высокая точка — гора Чеймберлин с высотой 2749 м, находится на востоке хребта недалеко от границы США и Канады. В США данный хребет считается частью (или продолжением) Скалистых гор, тогда как в Канаде он определяется отдельно от Скалистых гор, граница которых проводится по реке Лиард на севере Британской Колумбии.
Другие высокие горы — Исто (англ. Mount Isto, 2736 м), Хабли (англ. Mount Hubley, 2668 м) и Майклсон (англ. Mount Michelson, 2699 м). Все основные вершины покрыты ледниками. Хребет представляет собой водораздел — реки северного склона впадают в Северный Ледовитый океан, южного — входят в бассейн реки Юкон, впадающего в Тихий океан. Кроме того, приблизительно вдоль хребта пролегает линия арктического фронта, здесь находится граница древесной растительности — в северной части водораздела встречаются лишь отдельные деревья тополя бальзамического (Populus balsamifera). Возраст гор, образовавшихся в результате перемещения Северо-Американской и Тихоокеанской тектонических плит, оценивают приблизительно в 115—145 млн лет. Среди горных пород преобладают известняки, кварциты, сланцы, песчаники. Характерны скалы и каменистые россыпи.
Климат — горная тундра с продолжительными периодами полярной ночи и полярного дня. Относительно неглубокий снежный покров по сравнению с внутренними районами Аляски вызван океаническим течением, однако сильные ветра обеспечивают экстремально холодную температуру. Животный мир — волки, медведи гризли, лоси, тонкорогие бараны и многочисленные олени карибу.
Хребет получил своё современное название в 1925 году в честь Альфреда Брукса (Alfred Hulse Brooks), в 1903—1924 гг руководившего местным отделением Геологической службы США. На территории гор крупные населённые пункты отсутствуют, однако в районе перевала Атиган (Atigun Pass) проложена автомобильная трасса Долтон (Dalton Highway) и нить Трансаляскинского нефтепровода. В районе хребта расположены два посёлка эскимосов — Анактувук-Пасс и Арктик-Виллидж.
На северном склоне хребта берёт начало река Сагаваниркток.